# Ucel
Ucel ist eine französische Gemeinde mit 2.031 Einwohnern (Stand 1. Januar 2022) im Département Ardèche in der Region Auvergne-Rhône-Alpes. Ucel ist Mitglied und Sitz des Gemeindeverbandes Bassin d’Aubenas.

## Geographie
Die Gemeinde Ucel liegt in der Nähe von Aubenas, östlich der Ardèche, in die hier ihr Zufluss Sandron einmündet und ist Teil des Regionalen Naturparks Monts d’Ardèche.

## Bevölkerungsentwicklung
| Jahr                       | 1962 | 1968 | 1975 | 1982 | 1990 | 1999 | 2007 | 2018 |
| Einwohner                  | 1024 | 1163 | 1395 | 1719 | 1677 | 1750 | 1891 | 2035 |
| Quellen: Cassini und INSEE |      |      |      |      |      |      |      |      |

## Kultur und Sehenswürdigkeiten
- Die Burg von Ucel aus dem 11. Jahrhundert ist auf einer Höhe von etwa sechzig Metern über der Ardèche errichtet. Von der Burg sind die Ruinen einer kleinen polygonalen Einfriedung erhalten, die am höchsten Punkt der Anlage errichtet wurde. In der Mitte dieses Berges stand vielleicht ein viereckiger Donjon. Unterhalb der Anlage befinden sich die Überreste einer Kapellenruine.

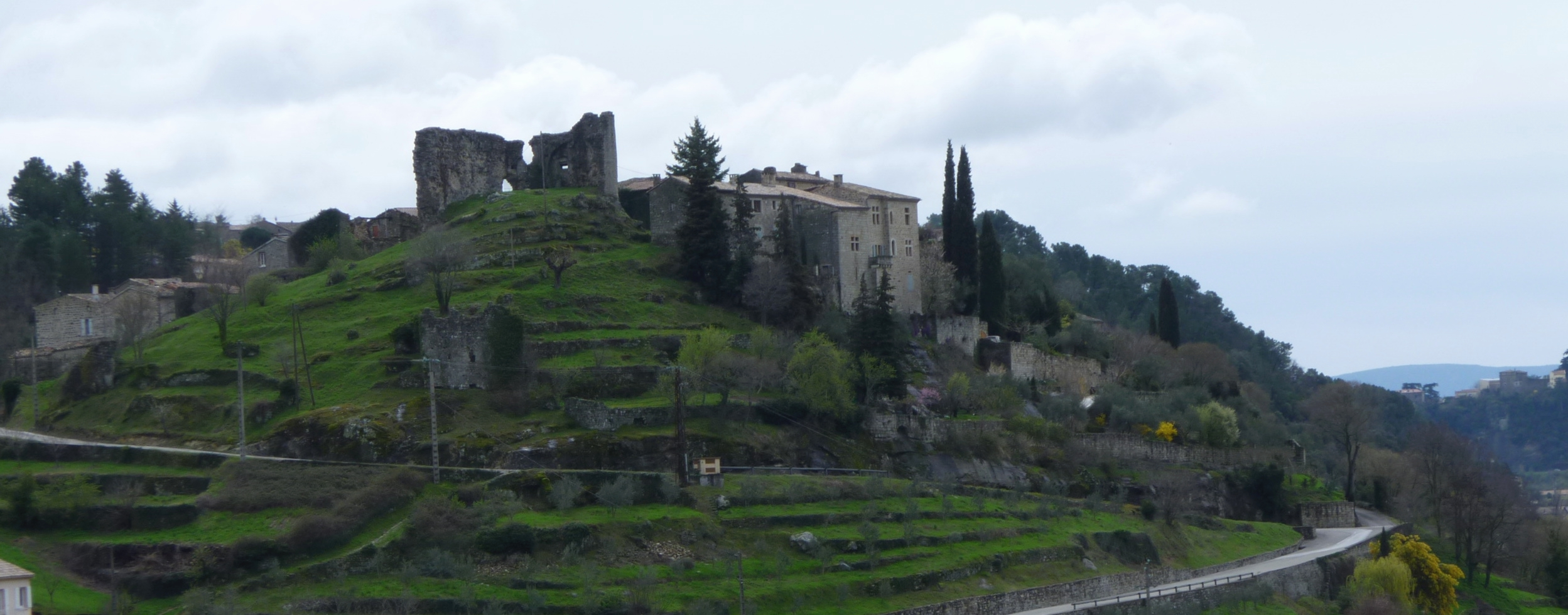
Blick auf das Schloss von Ucel mit Kappelenruine im Vordergrund